# Dysdera paganettii
Dysdera paganettii är en spindelart som beskrevs av Christa L. Deeleman-Reinhold 1988. Dysdera paganettii ingår i släktet Dysdera och familjen ringögonspindlar.
Artens utbredningsområde är Italien. Inga underarter finns listade i Catalogue of Life.